# کرود

## دربارهٔ روستا
کرود (به انگلیسی: karoud) روستایی است کوهستانی و بسیار خوش آب و هوا واقع در شهرستان طالقان، (بخش بالا طالقان) و همسایه با روستاهای (کرکبود از شمال شرقی) (سگران از شمالغربی)(سگرانچال از غرب) (اوانک از جنوب غربی) (وشته از جنوب) و (ابصار یا (اوسار) از غرب) است.
علت نامگذاری و معنی این روستا این است که کرود از دو کلمهٔ کوتاه شدهٔ کوه و رود است این بدان معنی است که مردمان و اهالی این روستا از گذشته‌های دور تا امروز از بالاترین نقطهٔ ده (کوه) تا رود خانهٔ اصلی شهر طالقان دارای زمینهای کشاورزی بسیاری می‌باشند.
این روستا در ارتفاع ۲۲۲۰ متری از سطح دریا واقع گردیده و فاصلهٔ این روستا از جاده اصلی و رود شاهرود ۵ کیلومتر و از شهرک (مرکز شهر طالقان) ۱۰ کیلومتر می‌باشد.
قدمت روستا به سلسلهٔ تیموریان یا نزدیک به آن دوران بازمی‌گردد که صحت این ادعا این است که در گذشته‌های دور سنگ قبری بسیار قدیمی در آرامستان ده وجود داشته (اکنون در اثر عدم آگاهی مردم و اهمال کاریهای صورت گرفته از بین رفته و ناپدید گردیده است) که با کارشناسی صورت گرفته توسط استاد ابراهیم بوذری قدمت سنگ را به سلسله و دوران تیموریان یا نزدیک آن دوران کارشناسی کرده است.
طالقانی‌ها از اقوام تات هستند و مردم روستای کرود هم به زبان تاتی سخن می‌گویند.

## مشاهیر کرود
- میرزا ابراهیم بوذری فرزند میرزا علی‌اصغر خوشنویس معاصر و استاد انجمن خوشنویسان ایران
- محمدعلی بوذری فرزند حاجی شیخ محمد آقا وزیر دادگستری در کابینه حاجعلی رزم‌آرا
- حبیب‌الله برنگی فرزند آقا رضا، شاعر، نویسنده و تاریخ‌نگار طالقان
- دکتر احمد احمدیان فرزند مشهدی علی میرزا، قاضی و مستشار دیوانعالی کشور
- آیت‌الله میرزا مسیح کرودی طالقانی فرزند مرحوم قاسم از علمای معروف دوره مظفرالدین شاه قاجار و امام جماعت مدرسه سپهسالار